# Licosa-fok
A Licosa-fok a Tirrén-tengerhez tartozó Salernói-öböl déli végét jelöli. Olaszországban, Campania régióban, Salerno megyében, Castellabate település területén fekszik. Neve a görög leukosia szóból származik, amelynek jelentése fehér. A legendák szerint Leukószia egyike volt azon három szirénnek, akikkel Odüsszeusz utazásai során találkozott. A fokkal átellenben egy kis sziget található, a Licosa-sziget, amelyre egy világítótornyot építettek a hajózás megkönnyítése érdekében.